# Miroslav Kopal (Nordischer Kombinierer)
Miroslav Kopal (* 17. Januar 1963 in Jablonec nad Nisou) ist ein ehemaliger tschechoslowakischer und tschechischer Nordischer Kombinierer. Er nahm an zwei Olympischen Winterspielen teil und war 1984 der erste Tscheche in den Punkterängen des Weltcup der Nordischen Kombination.

## Werdegang
Kopal startete für ASVS Dukla Liberec. Bei den Nordischen Junioren-Skiweltmeisterschaften 1981 in Schonach erreichte er Rang 18. Kopal wurde 1981 und 1983 in Harrachov sowie 1982 in Štrbské Pleso tschechoslowakischer Juniorenmeister. In der Saison 1981/82 ersetzte Kopal kurzfristig den verletzten Vladimír Frák bei den Nordischen Skiweltmeisterschaften Ende Februar in Oslo und belegte dort den 24. Platz. Wenig später wurde Kopal Sechster bei den Nordischen Junioren-Skiweltmeisterschaften in Murau. Ende März gewann er gemeinsam mit Vladimír Frák und Ján Klimko in der Staffel den Tatra-Pokal in Štrbské Pleso.
Am 29. Dezember 1983 debütierte Kopal in Oberwiesenthal im Weltcup, der in der Saison zum ersten Mal ausgetragen wurde. Er belegte den 29. Platz und verpasste deutlich die Punkte, die damals der Top 15 vorbehalten waren. Diese erreichte er als Zehnter erstmals am 24. März 1984 in Štrbské Pleso. Damit wurde er gemeinsam mit Karol Tatranský, der am selben Tag Dreizehnter wurde, der erste Tschechoslowake in den Weltcup-Punkterängen. Beim Staffelwettbewerb der Nordischen Skiweltmeisterschaften 1984 in Rovaniemi wurde er Sechster.
In der Saison 1984/85 verpasste Kopal eine Platzierung unter den besten 15 im Weltcup. Sein bestes Resultat stellte Rang 19 in Oberwiesenthal dar. Zum Auftakt in die Weltcup-Saison 1985/86 in Tarvis lief Kopal auf den elften Platz. Weitere Punktgewinne gelangen ihm in diesem Winter nicht. Beim Schwarzwaldpokal Anfang Januar 1987 in Schonach erreichte Kopal als Achter erstmals die besten Zehn im Weltcup. Bei den Nordischen Skiweltmeisterschaften 1987 in Oberstdorf belegte Kopal den 24. Platz im Einzel und wurde in der Staffel Zehnter.
Seine beste Saison hatte Kopal im Winter 1987/88. In diesem gehörte er zu den besten Langläufern des Weltcups. Bei den Wettkämpfen in St. Moritz und in Le Brassus Mitte Januar erzielte Kopal als Vierter seine besten Karriereergebnisse. Dabei verpasste er in Le Brassus mit einem Rückstand von nur 1,4 Punkten auf Torbjørn Løkken das Podest. Bei den Olympischen Winterspielen 1988 in Calgary wurde Kopal Siebter im Einzel sowie gemeinsam mit Ladislav Patráš und Ján Klimko Sechster in der Staffel. In der Gesamtweltcupwertung belegte er den achten Rang. Zudem wurde er 1988 erstmals nationaler Meister.
Bei den Nordischen Skiweltmeisterschaften 1989 in Lahti lief Kopal auf den fünften Platz im Einzel und wurde Sechster in der Staffel. Beim Weltcup-Teamsprint in Moskau Mitte Januar 1990 wurde Kopal gemeinsam mit František Máka Dritter. In den folgenden Jahren lief Kopal regelmäßig in die Weltcup-Punkteränge und startete bei Weltmeisterschaften. 1994 nahm er für Tschechien an den Olympischen Winterspielen 1994 in Lillehammer teil, beendete dort aber das Rennen nicht. Nach der Saison 1996/97 beendete Kopal seine Karriere.

## Statistik

### Platzierungen bei Olympischen Winterspielen
| Jahr und Ort     | Wettbewerb | Wettbewerb | Wettbewerb |
| Jahr und Ort     | Gundersen  | Team       |            |
| ---------------- | ---------- | ---------- | ---------- |
| 1988 Calgary     | 07.        | 06.        |            |
| 1994 Lillehammer | DNF        | —          |            |

### Platzierungen bei Weltmeisterschaften
| Jahr und Ort       | Wettbewerb | Wettbewerb | Wettbewerb |
| Jahr und Ort       | Gundersen  | Team       |            |
| ------------------ | ---------- | ---------- | ---------- |
| 1982 Oslo          | 24.        | —          |            |
| 1984 Rovaniemi 1   | —          | 06.        |            |
| 1987 Oberstdorf    | 24.        | 10.        |            |
| 1989 Lahti         | 05.        | 06.        |            |
| 1991 Val di Fiemme | 14.        | —          |            |
| 1993 Falun         | 26.        | 05.        |            |
| 1995 Thunder Bay   | 29.        | 07.        |            |
| 1997 Trondheim     | 38.        | —          |            |

### Weltcup-Platzierungen
| Saison  | Platz | Punkte |
| ------- | ----- | ------ |
| 1983/84 | 29.   | 006    |
| 1985/86 | 28.   | 005    |
| 1986/87 | 30.   | 008    |
| 1987/88 | 08.   | 041    |
| 1988/89 | 17.   | 025    |
| 1990/91 | 14.   | 031    |
| 1992/93 | 32.   | 004    |
| 1993/94 | 24.   | 164    |
| 1994/95 | 17.   | 272    |
| 1995/96 | 35.   | 224    |
| 1996/97 | 35.   | 209    |

### Europacup-Platzierungen
| Saison  | Platz | Punkte |
| ------- | ----- | ------ |
| 1990/91 | 40.   | 05     |
| 1991/92 | 14.   | 31     |